# Besat-Klasse
Die Besat-Klasse (زیردریایی کلاس بعثت, frühere Bezeichnung Qaaem-Klasse) ist eine iranische U-Boot-Klasse, die vom  Rüstungsunternehmen Marine Industries Organization für die iranische Marine gebaut wird.

## Geschichte
Am 25. August 2008 kündigte der damalige iranische Verteidigungsminister Mostafa Mohammad Nadschar an, dass der Iran mit dem Bau des ersten U-Bootes der Klasse begonnen habe, damals noch unter der Bezeichnung Qaaem. Sie sollen größer und schwerer sein als die U-Boote der Fateh-Klasse und technologisch der deutschen U-Boot-Klasse 209 entsprechen.
Nachdem die Indienststellung der U-Boote der Fateh-Klasse abgeschlossen ist, soll – laut der Darstellung eines iranischen Militärangehörigen – die Einführung der Besat-Klasse erfolgen. Die neue U-Boot-Klasse ist mit sechs Torpedorohren ausgestattet, aus welchen neben Unterwasserminen und Torpedos auch leichte Flugkörper im getauchten Zustand ausgestoßen werden können, die fähig sein sollen, von der Wasseroberfläche aus, Luft- oder Seeziele anzugreifen. Die Besat-Klasse soll über einen Brennstoffzellenantrieb verfügen, der von iranischen Unternehmen entwickelt werden soll. Das U-Boot soll mehr als 3000 Tonnen wiegen und mit einer Senkrechtstartanlage (VLS) für neuartige Raketen ausgestattet sein.